# Pájaro cantor (personaje)
Melissa Gold, también conocida como Pájaro Cantor (Songbird) y anteriormente conocida como Gritona Mimi o Mimi Aulladora (Screaming Mimi), es un personaje que aparece en los cómics publicados por Marvel Comics. Fue alterada biológicamente, lo que le otorgó poderes relacionados con el sonido.

## Historia de la publicación
El personaje apareció por primera vez como Gritona Mimi en Marvel Two-in-One #54 (agosto de 1979), creada por Mark Gruenwald, Ralph Macchio y John Byrne.
Realizó numerosas apariciones como supervillana antes de asumir un nuevo papel como una superheroína en Thunderbolts.
Después de algún tiempo fuera del equipo, regresó como un personaje regular en Thunderbolts y como un personaje secundario cuando la serie cambió a Vengadores Oscuros.
En junio de 2015, se formó parte del equipo Nuevos Vengadores, como parte de la promoción publicitaría «All-New, All-Different Marvel».

## Biografía ficticia
Melissa Gold fue una fugitiva problemática de un padre alcohólico y una madre encarcelada. Para sobrevivir en las calles, Melissa desarrolló una dura diferencia en su personalidad, refiriéndose a sí misma como "Mimi". Finalmente fue encarcelada, donde conoció a Poundcakes, una luchadora quien la invitó a unirse a las Grapplers en el marco del nombrarla Screaming Mimi, junto a Titania y Letha. Las Grapplers se hicieron famosas por sus coloridas personalidades y las payasadas de primera fila, pero la federación de lucha libre les negó la oportunidad de conseguir la misma cantidad de dinero que sus homólogos masculinos hechos. El grupo acordó obtener ingresos adicionales mediante la realización de una operación encubierta para la Compañía de Energía Roxxon. Roxxon dio a las Grapplers parafernalia especial para ayudarlas en su misión; Mimi recibió un aparato que convierte su voz en sonidos de alta frecuencia para diversos efectos. Las Grapplers probaron estos poderes luchando contra Thundra en un ring de lucha libre. En su misión, Thundra los condujo al Proyecto Pegaso para el contrabando en el enésimo Proyector para Roxxon. La misión fracasó cuando fueron derrotadas por los héroes Quasar y Giant-Man. Las Grapplers fueron juzgadas y encarceladas por sus fechorías. Junto a las Grapplers, ella víctima a Dazzler mientras ella estaba en la prisión de Isla Ryker con ellas. Cuando las Grapplers fueron finalmente puestas en libertad condicional, descubrieron que el movimiento de lucha libre de la mujer había perdido su impulso sin ellos, por lo que continuó realizando crímenes mantenerse a sí mismos y trabajando como criminales profesionales. Junto a las Grapplers, Mimi intentó atacar a la Mole mientras estaba en el hospital, y luchó contra el Capitán América. Más tarde, las Grapplers puesto sus ojos en la división de la superpoderes de mujeres de Federación de lucha de clase ilimitado. Su gerente, tía Freeze, hizo arreglos para que las mujeres aumentaran sus habilidades naturales con poderes artificiales creados por la agencia Power Broker, Inc. Mientras que las otras Grapplers recibieron fuerza sobrehumana, Mimi en cambio tuvo sus mejoras vocales internalizadas como un implante de garganta. (Se creía que Mimi también había ganado fuerza sobrehumana, sin embargo, por su propia cuenta a Mach-1, fueron solo los otros Grapplers los que se aumentaron.) Las nuevas Grapplers formaron un profesional legítimo regreso que probó ser de corta duración. Cuando Titania fue asesinado por el vigilante Scourge, Mimi estaba entre las luchadoras de la Federación de Lucha de Clase Ilimitada que participaron en un ataque masivo contra la Mole, culpándolo por la muerte de Titania. Después de que Letha fuera también asesinada por Scourge, las Grapplers se separaron.
Mimi más tarde fue contactada por el criminal Barón Helmut Zemo para unirse a su versión de los Maestros del Mal. Su primera tarea era ayudar a sacar a la mujer Yellowjacket de la cárcel, pero Mimi fue capturada en la posterior batalla con la Avispa, Caballero Negro, y Paladín. Ella fue atada, amordazada y detenida. Más tarde, se formó una asociación romántica y criminal con la facultada de manera similar- Angar el Screamer, en un momento de lucha contra los Vengadores; Hawkeye y Pájaro Burlón. La pareja se hizo pasar por Hawkeye y Pájaro Burlón, pero ellos lucharon y fueron derrotados. Mimi también fue vista entre varias superhumanas a bordo del crucero de Superia, donde luchó contra el Capitán América y Paladín. Finalmente, Angar resultó mortalmente herido por un disparo durante un intento de robo que se agrió, y murió en los brazos de Mimi después de que escaparon. Loca de pena, gritó Mimi, consumiendo su poder. Inmediatamente después, ella fue contactada por el Barón Zemo una vez más, y ella aceptó su oferta de unirse a un Maestro formativo del Mal. Zemo permitió que Mimi recuperara la salud, y su cómplice, el Fixer, le dio nuevos poderes a través de un arnés de aumento de voz y de implantes de alta tecnología en su cuello, basado en la tecnología del villano Klaw. Con sus poderes recién transformados, retomó el uso de su nombre de pila, Melissa y adoptó la identidad de Songbird como miembro de los Thunderbolts, un nuevo grupo de Maestros del Mal haciéndose pasar por superhéroes para ganarse la confianza del mundo mientras tramaba en secreto la conquista mundial bajo la dirección de Zemo. Sin embargo, Melissa y la mayoría de los otros rayos crecieron al igual que sus papeles heroicos. En particular, Melissa comenzó a crecer de verdad en su propia e incluso comenzó un romance con su compañero de equipo Abner Jenkins, alias MACH-1, anteriormente el Escarabajo. Finalmente, los Thunderbolts se volvieron contra Zemo, frustrando su intento de dominación mundial y rescatando a los Vengadores en el proceso. Melissa continuó sirviendo con el equipo, que operaba como un equipo de superhéroes proscritos.
Después de la batalla con Zemo, Songbird comenzó a deslizarse gradualmente hacia su personaje de tipo Mimi, y fue verbalmente abusivo con Jenkins en varias ocasiones y lo reprendió airadamente cada vez que le ofrecía cualquier tipo de ayuda, en marcado contraste con sus emociones previas. dependencia de él. Cuando el amor y la preocupación de Jenkins por ella permanecieron intactos a pesar de su trato con él, Songbird finalmente le explicó que después de perder varias veces las cosas y las personas que más le importaban, incluyendo Angar y la adulación pública que había disfrutado antes de que los Thunderbolts fueran expuestos como villanos, había desarrollado un miedo al abandono y sentía que la única forma en que podía hacer frente sería no importarle nada ni a nadie que pudiera abandonarla, incluido Jenkins. Jenkins le aseguró que nunca la abandonaría, y los dos se volvieron cercanos una vez más.
Cuando el veterano miembro de los Vengadores, Hawkeye se unió a los Thunderbolts como su nuevo líder para ayudarlos a recuperar la confianza del público, Hawkeye insistió en que MACH-1, como el único asesino convicto del equipo, tendría que cumplir su sentencia de prisión por el bien de la imagen del grupo. Jenkins aceptó a regañadientes, separándolo de Melissa. El momento de la demanda de Hawkeye fue desafortunado, ya que sucedió poco después de que Melissa había dejado de alejar a Abe, y después de haber dado su palabra de que nunca la abandonaría. Cuando MACH-1 regresó meses después a través de un acuerdo alcanzado con la Comisión de Actividades sobrehumanas (CSA), adoptando una nueva identidad como MACH-2, se sometió a una cirugía que alteró su apariencia para ocultar su verdadera identidad. Fue inesperadamente convertido en un hombre con rasgos afroamericanos, y Melissa fue inicialmente perturbada por el cambio. Sin embargo, desde entonces se ha acostumbrado, y su relación sobrevivió. Cuando los Thunderbolts descubrieron y frustraron una conspiración relacionada con CSA para exterminar a todos los superhumanos, Hawkeye chantajeó a la CSA para que perdonara a los Thunderbolts a cambio del silencio del grupo; sin embargo, el agente CSA, Henry Peter Gyrich insistió en que no aceptaría el trato a menos que Hawkeye fuera a prisión por sus actividades de vigilancia técnicamente ilegales como miembro de los Thunderbolts. Hawkeye estuvo de acuerdo, a pesar de las protestas de sus compañeros de equipo, y se entregó a la custodia federal. La mayoría del resto de los Thunderbolts, incluidos MACH-2 y Melissa, fueron perdonados y liberados. Sin embargo, como parte de los términos de su acuerdo, se les prohibió el uso público de poderes sobrehumanos o identidades disfrazadas. Melissa entregó su equipo a las autoridades y los dos comenzaron nuevas vidas civiles en la ciudad de Burton Canyon, Colorado como Abe Jenkins y Melissa Gold.
Sus vidas tranquilas se hicieron añicos cuando el súper criminal Graviton lanzó su último intento de conquista mundial en Burton Canyon, encarcelando a los superhéroes del mundo y literalmente remodelando el planeta a su propia imagen. A pesar de su renuencia a arriesgar su nueva libertad, MACH-2 y Melissa acordaron unirse al Citizen V (secretamente el barón Helmut Zemo controlando el cuerpo de Citizen V) al atacar a Graviton como parte de un nuevo equipo de Thunderbolts. Melissa recibió un nuevo arnés de poder proporcionado por los financieros de Citizen V, el V-Batallón. Graviton fue derrotado y el mundo se salvó, pero MACH-3 y los otros Thunderbolts desaparecieron en una implosión creada por el poder del Graviton moribundo, con la excepción de Songbird, que apareció como el único superviviente. En realidad, MACH-3 y el otro Thunderbolts desaparecido sobrevivieron pero quedaron varados en una Tierra alternativa. Melissa tuvo poco tiempo para llorar, como inmediatamente después, ella fue atacada por Scream, una creación canalla del CSA que resultó ser Angar resucitado como una entidad de sonido puro. Ella ayudó a la agencia de inteligencia S.H.I.E.L.D. destruye a Scream, y ella también destruyó su arnés que forma el sonido, aparentemente con la intención de retirar su identidad Songbird nuevamente.
Sin embargo, S.H.I.E.L.D. la equipó con nueva tecnología de sonido, que la reclutó para ayudar a localizar a Hawkeye, que oficialmente era un fugitivo que escapó, pero que extraoficialmente perseguía una misión secreta en nombre del comandante de S.H.I.E.L.D. Dum Dum Dugan. Después de hacer un trabajo de detective encubierto en su antiguo personaje criminal como Mimi, Songbird se reunió con Hawkeye, uniendo fuerzas con él y con un Plantman cautivo para buscar el misterioso legado de Justin Hammer en nombre de S.H.I.E.L.D. Descubrieron que el legado de Hammer era una toxina biológica que había sido ingerida por cada villano que alguna vez había trabajado para él y que uno de los villanos, Plantman, fue el transportista. Hawkeye, Songbird y Plantman comenzaron una nueva búsqueda del disparador que liberaría la toxina de Plantman. La búsqueda terminó con la hija de Hammer que resultó ser la Capucha Crimson, líder de los Maestros del Mal. Hawkeye convenció a varios miembros de Masters of Evil para que se pusieran del lado de él y Songbird contra Crimson Cowl y sus antiguos aliados. Como un nuevo equipo de Thunderbolts, el grupo finalmente derrotó a Crimson Cowl y su Maestros del Mal, y Plantman (ahora Blackheath) logró liberar un antídoto para la toxina en la atmósfera.
Songbird a menudo actuaba como segundo al mando de Hawkeye manteniendo sus Thunderbolts bajo control. Luego ayudaron al verdadero Citizen V y al V-Battalion, cuyo barco estaba impulsado por un motor de tecnología alienígena que comenzó a distorsionar y amenazó con succionar la Tierra en el espacio nulo de un agujero blanco. A los Thunderbolts se les pidió que movieran una gran cantidad de masa para tapar el agujero. Al hacerlo, los Thunderbolts se encontraron con los Thunderbolts de Zemo, que emergieron del vacío después de cortar la presencia de la nave alienígena de Counter-Earth. Los dos equipos combinaron fuerzas para tapar el vacío y desviar la nave alienígena de la Tierra, similar a la forma en que el equipo de Zemo detuvo la amenaza en la Contra-Tierra. La reunión de Songbird con Jenkins fue efímera. Después de mucha discusión, MACH-3 una vez más se entregó a la custodia policial para cumplir el resto de su condena. La mayoría de los otros héroes y villanos disfrazados decidieron separarse de la compañía, y Songbird acordó permanecer con los Thunderbolts bajo el liderazgo de Zemo, a pesar de su afirmación de que su misión era intentar gobernar el mundo para salvarlo.
Durante los últimos seis meses, sin perder de vista al Barón Zemo con la ayuda de Atlas y Vantage. Melissa le dio información a Abe Jenkins mientras estaba en la cárcel. Tras el proyecto Liberator, en el que Moonstone sufrió daños cerebrales y Zemo quedó gravemente marcado, los Thunderbolts volvieron a romperse. Los Vengadores le ofrecieron a Songbird un puesto de membresía de reserva, pero ella lo rechazó, sintiendo que no podía estar en un equipo en el que no confiaba y que no confiaba en ella.
Eventualmente, ella se reincorporó a su amante, Abe Jenkins en la reforma de los Thunderbolts. Desafortunadamente, después de detener al Barón Strucker, Melissa estaba disgustada con Abe por su trato con HYDRA y decidió abandonar el equipo. Melissa regresó a la escuela mientras intentaba descubrir la verdad detrás de Atlas y Genis-Vell, lo que llamó la atención de Zebediah Killgrave, también conocido como el Hombre Púrpura. Emboscada por Killgrave en su dormitorio, Melissa fue rescatada por el espadachín quien le dijo que había una trama aún mayor para destruir los Thunderbolts en su lugar. Después de la derrota del Hombre Púrpura, Melissa aceptó regresar al equipo con la condición de que se le permitiera liderarlo.
Durante su mandato como líder del equipo, lideró el ataque de los Thunderbolts contra los Vengadores y aparentemente entró en una relación romántica con el Barón Zemo. Esto se reveló como una artimaña, para que ella se vengara de Zemo por matar a Genis.
Durante el superhéroe de Civil War, el gobierno se acercó a los Thunderbolts para atrapar a los supervillanos y rehabilitarlos. Los Thunderbolts se convierten en un equipo de villanos bajo la vigilancia del gobierno asignados para perseguir y encarcelar a héroes no registrados. Norman Osborn se convirtió en el director de los Thunderbolts y degradado a Melissa porque era demasiada moral, lo que le otorgaba un puesto de liderazgo en Moonstone, recientemente recuperada. Melissa está claramente incómoda con la situación y solo está en el equipo por temor a ser encarcelada. Sin embargo, cuando el equipo una vez más hace un lío de un trabajo tratando de capturar a Araña de Acero y Moonstone está herida, ella y Hombre Radioactivo deciden abordar el asunto a la vieja usanza, y deciden actuar temporalmente como líderes en la captura de Araña de Acero. Se ha demostrado que Melissa no le gusta a la mayoría de sus compañeros de equipo, ya que en lugar de villanos que buscan la redención, el nuevo equipo de Thunderbolts lucha en gran medida para obtener beneficios personales. Ella también engañó a Bullseye, lo que lo llevó a ser gravemente herido.
Recientemente, Melissa fue gravemente herida por el superhéroe Toro de la Edad de Oro cuando él, junto con los Invasores desplazados en el tiempo atacaron los Thunderbolts después de presenciar cómo intentaban arrestar a Spider-Man y en Times Square, y creyeron que eran nazis. Curiosamente, Toro mostró una ligera atracción hacia Melissa, comentando que ella era, "Demasiado linda para ser nazi", antes de involucrarla en el combate, y defender sus comentarios sobre ella después de que Namor afirma que su muestra de afecto por un enemigo era desagradable.
Durante la historia de Secret Invasion, Songbird fue atacado por un Skrull que no solo tenía sus poderes, sino que también tenía los poderes de Atlas y el resto de los Thunderbolts originales. Los Thunderbolts la salvan haciendo que este Skrull se fusione en un edificio cercano, matándolo.
Cuando a Norman Osborn se le da el control de H.A.M.M.E.R. y decide convertir a los Thunderbolts en su propio escuadrón de asaltos durante la historia del Dark Reign, Melissa se convierte en una responsabilidad. Bajo las órdenes de Osborn, Bullseye esquiva a Songbird con una espada en la espalda, diciéndole que le pida que la mate. Ella logra desviarlo, y escapa cuando Venom también la persigue bajo las órdenes de Moonstone. Robando el jet Zeus del equipo, se estrella fuera de la montaña, los Thunderbolts debido a que Venom la ataca en pleno vuelo, pero logra sobrevivir. Espadachín la salva de Bullseye después de que la acorrala una vez más, y después de que Espadachín finge su muerte al volar el Zeus, ella se va. Luego se la ve comentando a un par de hombres sin hogar que Osborn va a destruir el país "a menos que alguien lo ponga en pie y lo detenga".
Cuando los agentes de H.A.M.M.E.R. atacan la chabola donde se esconde Songbird, ella protege a las personas sin hogar y derrota a los agentes. Osborn lo descubrió, y él le envía su nuevo Thunderbolt, Scourge, después de ella. Songbird se encuentra con sus antiguos compañeros de equipo, Fixer y Abner Jenkins, alistando su ayuda en sus batallas contra Osborn. Luego descubre que Natasha Romanova, la Viuda Negra original que había sido disfrazada de Yelena Belova, había sido asignada por Nick Fury para protegerla cuando los Thunderbolts atacan.
Después del asedio de la caída posterior de Asgard y Osborn, Songbird ha tomado una posición en "La Balsa", como guardiana de la prisión. Songbird se ha unido al nuevo equipo de Thunderbolts, liderado por Luke Cage en gran parte para vigilar de cerca a Moonstone (a quien Cage le ha ofrecido una oportunidad de libertad a cambio de que sirva en el equipo). Cuando Songbird se opone a la inclusión de Moonstone en el equipo debido a su historial de manipulación y engaño, Cage replica que Songbird misma solía ser considerada de la misma manera y que debería darle a Moonstone las mismas oportunidades que otros le dieron.
Songbird fue capturada más tarde por Lemuel Dorcas (quien había desarrollado una obsesión con ella) y reparó sus cuerdas vocales con la esperanza de convertir a Songbird en su esclava. Sin embargo, Songbird escapó de las garras de Lemuel Dorcas. Con la cirugía restaurando sus poderes persuasivos también, Songbird lo usó para hacer que los secuaces de Lemuel Dorcas se enfrentaran a él.

## Poderes y habilidades
Como antigua luchadora profesional, es experta en combate cuerpo a cuerpo y está entrenada por Titania. Sus capacidades físicas fueron reforzada por Power Broker.

### Como Gritona Mimi
Sus cuerdas vocales fueran mejoradas biónicamente por técnicos de Roxxon, que le concedieron la capacidad de generar un ensordecedor grito agudo supersónico de gran volumen que utilizaba para diversos efectos:
- Era capaz de emitir un sonido equivalente en decibelios al ruido de un motor a reacción que pasa a 5 pies de distancia de la oreja.
- Tenía un oído perfecto, la capacidad de escuchar en su mente la frecuencia correcta de cada nota musical.
- Cada nota que ella gritaba inducía un efecto diferente sobre aquellos que lo escuchan, como bajo nivel de ansiedad y dificultad para respirar, ansiedad de alto nivel y ataques de pánico; mareos y vértigo; náuseas y calambres estomacales; fuertes dolores de cabeza y fatiga; ceguera; euforia y eventual estupor o alucinaciones visuales. Combinando su poder con el de Angar the Screamer, podían crear ilusiones sólidas más específicas.
- Usando su poder al máximo podía incluso dañar a objetos físicos.

Su sistema nervioso era inmune a sus propias facultades vocales. Cuando Angar the Screamer murió, gritó durante 43 minutos en un ataque de histeria lo que casi destruye sus cuerdas vocales y la dejó sin poderes.

### Como Pájaro cantor
Utiliza una tecnología derivada de la de Ulysses Klaw que le permite mentalmente convertir el sonido en una energía maleable con forma física y masa, a la que denominan "sonido sólido". Al principio solo podía crear estructuras tridimensionales básicas, con el tiempo fue capaz de crear estructuras más complejas. Es capaz de volar creando unas alas de "sonido sólido" pegadas a su cuerpo.
En algunas ocasiones ha podido influenciar en los demás utilizando sonidos sub-vocales (por debajo del umbral del oído humano). Esto solo le ha permitido crear una sugestión subconsciente, no una manipulación mental.
Durante un encuentro con La mano sus grito supersónico fue reactivado.

## Otras versiones

### JLA / Avengers
Songbird, conocido como Screaming Mimi, es uno de los villanos controlados por la mente que atacan a los héroes mientras asaltan el Stronghold de Krona. Ella usa su grito en Hércules, pero es derrotada por el llanto de Canario Negro.

### Avengers Forever
Un Songbird de un futuro alternativo es uno de los personajes destacados de la serie limitada Avengers Forever. En esta línea de tiempo alternativa, Songbird se ha convertido en un miembro de los Vengadores.

### Marvel Zombies
Songbird aparece junto a los Thunderbolts en los Dead Days one-shot de la miniserie de Marvel Zombies atacando a Thor y luego a Nova. Ella es rápidamente destruida por la Mujer Invisible cuando trata de morder a Nova.

## En otros medios

### Televisión
- Aparece en The Super Hero Squad Show, con la voz de Julie Morrison.[33] En el episodio "Hulk Talk Smack", se ve a ella y Klaw buscando un fractal para el Doctor Doom. Después de no poder recuperar uno de la biblioteca, Screaming Mimi y Klaw son enviados con Melter y Sapo para buscar un fractal en el depósito local. Screaming Mimi aparece en el episodio "Un palo de golf camina entre nosotros!", donde ayuda a los villanos a tratar de obtener el fractal. En el episodio "La mordida de la Viuda Negra", ella es enviada con M.O.D.O.K. y Abominación para buscar el Infinito Fractal Cuando llega el Escuadrón Súper Héroe, MODOK le dice a Screaming Mimi que el Escuadrón Súper Héroe insultó su voz, lo que provocó que ella usara sus ataques sónicos contra ellos. Ella junto con M.O.D.O.K. y Abominación fueron derrotadas fácilmente por la llegada de Mystique (disfrazada como Black Widow para la siguiente trama del Doctor Doom). Cuando se trataba de la Bóveda, Screaming Mimi se mostró con Mystique, Abominación, MODOK, Klaw y Sapo en un ataque contra la Bóveda. Durante el clímax del episodio, se revela que Songbird, un agente secreta de S.H.I.E.L.D., cuando el Capitán América reveló que S.H.I.E.L.D. plantó un agente encubierto en la Legión Letal.
- Aparece en la tercera temporada de Avengers: Ultron Revolution, con la voz de Jennifer Hale.[34] Ella aparece por primera vez como su identidad original, Screaming Mimi:
  - En el episodio 1, "Adaptándose al cambio", ella y los Maestros del Mal son derrotados por los Vengadores.
  - En el episodio 4, "Sitiados", ella y los Maestros del Mal son rescatados por el Barón Helmut Zemo, siendo su jefe, y engañan a Los Vengadores para apoderarse de su torre, enfrentándose a Hawkeye.
  - En el episodio 5, "Los Thunderbolts", hace su aparición como Songbird, junto con otros héroes llamados Los Thunderbolts.
  - En el episodio 6, "Los Thunderbolts al descubierto", se descubre como Screaming Mimi, cuando ella y los Maestros del Mal deciden ayudar a Los Vengadores a detener al Barón Zemo que intenta usar las partículas de Klaw.
  - En el episodio 24, "Guerra civil, parte 2: Los Poderosos Vengadores", Songbird se une a Ant-Man, Pantera Negra, Capitána Marvel, Ms. Marvel, Hulk Rojo y Visión como Los Poderosos Vengadores, ensamblados por Truman Marsh. Pero en la batalla contra Los Vengadores, se une a ellos.
  - En el episodio 25, "Guerra civil, parte 3: Tambores de guerra", ayuda a los Vengadores para detener a los Inhumanos controlados por los discos de registros, provocado por Truman Marsh, y descubre al final que Marsh es Ultron.
  - En el episodio 26, "Guerra civil, parte 4: La revolución de los Vengadores", se une a los Vengadores para detener a Ultron, quién trata de exterminar a toda la humanidad.

### Videojuegos
- Songbird es un personaje jugable en Marvel: Ultimate Alliance 2, con la voz de Susan Spano. Ella está encerrada en la facción de Pro-Registro durante la parte de Guerra Civil de las versiones de PlayStation 3 y Xbox 360 del juego. En las versiones de Xbox 360 y PlayStation 3, sus alas basadas en sonido se representan más como las de una mariposa que como las de los pájaros que tiene en los cómics. Una variante de su traje Screaming Mimi aparece como su disfraz alternativo. Songbird también está en las versiones Wii, PSP y PS2 del juego. Su primera aparición general (sin contar su silueta en la pantalla de selección) es como un jefe controlado por nanite junto a Moonstone. Desbloquea Songbird al conseguir un puntaje de medalla de plata en su misión, lo que le permite salvar a científicos de una Prisión 42 colapsada e infestada de guardias solo para encontrarse con una piedra lunar controlada por nanita. Su actitud también difiere entre las plataformas. En Xbox 360 y PS3, aparece como una persona más cariñosa y menos presuntuosa. Un ejemplo de esto es cuando Iron Man y Mister Fantástico le dicen que el procedimiento de nanite está hecho con sus compañeros de equipo, a ella le importa cómo se sentirán después de que se lo digan. Pero en las otras consolas, ella es más obstinada y de naturaleza cruel. Un ejemplo en una misión secundaria es cuando le dice a un científico que se supone que debe rescatar que ella "no es [su] mamá", pero de mala gana accede a ayudar.
- Songbird aparecerá en Lego Marvel's Avengers. Ella aparece como un personaje jugable DLC como parte del DLC de Thunderbolts.
- Songbird es un personaje jugable en Marvel: Avengers Alliance.[35]
- Songbird es un personaje jugable en Marvel Future Fight.[36]
- Songbird es un personaje jugable en Marvel Tsum Tsum.[37]
- Songbird aparece como un personaje jugable en Lego Marvel Super Heroes 2.[38]